# Kappei Yamaguchi
Kappei Yamaguchi (山口 勝平, Yamaguchi Kappei?)— de nom real Mitsuo Yamaguchi (山口 光雄, Yamaguchi Mitsuo?— (23 de maig de 1965) és un seiyū de Fukuoka, afiliat amb Gokū i 21st Century Fox. S'ha fet molt popular per donar veu a personatges principals de sèries d'anime de llarga durada. Interpreta l'Usopp a One Piece, en Ranma Saotome a Ranma ½, l'L a Death Note, i en Shinichi Kudo i en Kaito Kid, ambdós a Detectiu Conan.

## Filmografia

### Sèries de TV
- Wataru Itabashi, Da Capo II (2007)
- Hikozaru, Pokemon Mystery Dungeon 2: Time & Darkness (2007)[1]
- Chouhi Ekitoku, Koutetsu Sangokushi (2007)
- Tasuku Shinguji, Super Robot Wars Original Generation: Divine Wars (2007)
- Chic Jefferson, Baccano! (2007)
- L, Death Note (2006)
- Souichirou, Demashita! Powerpuff Girls Z (2006)
- Hyu, Kiba (2006)
- Frappi, Futari wa Pretty Cure Splash Star (2006)
- Hideyoshi Sōya, La llei de Ueki (2005)
- Taro Raimon, Eyeshield 21 (2005)
- Kenta Suetake, Sensei no Ojikan a.k.a. Doki Doki School Hours (2004)
- Hikoro Oikawa, DearS (2004)
- Daitokuji/Amnael, Yu-Gi-Oh! Duel Monsters GX (2004)
- Tororo, Sgt. Frog (2004)
- Shinpachi Nagakura- Peacemaker Kurogane (2003)
- Danny (Boy), Konjiki no Gashbell (2003)
- Chappy, Papuwa (2003 remake)
- Muon Sorata, Mouse (2003)
- Master Linn, Kaleido Star (2003)
- Sena, Weiss Kreuz Gluhen (2002)
- Fujino, ATASHIn'CHI (2002)
- Rokuta, The Twelve Kingdoms (2002)
- Tochiro, Gun Frontier (2002)
- Tomonori Iwaki, Rizelmine (2002)
- Gokyuu, Monkey Typhoon (2002)
- Ryo Misaki, Angelic Layer (2001)
- Taro Yamada, Sister Princess (2001)
- Michael Parker, Beyblade (2001)
- Bashatto-san, Pecola (2001)
- InuYasha, InuYasha (2000)
- Usopp, El camell d'alabasta o , One Piece (1999)
- Noin, Kamikaze Kaito Jeanne (1999)
- Rattle(Rattor), Beast Wars (1999)
- Ryuichi Sakuma, Gravitation (1999)
- Keita Aono, Betterman (1999)
- Chuumon, Digimon Adventure (1999)
- Tanutaro, Ninpen Manmaru (Manmaru the Ninja Penguin) (1998)
- Tarou Yoshida, Fancy Lala (1998)
- Yorun- Edens Bowy (1998)
- Flex, Silent Möbius TV (1998)
- Rhint, episode 10 of Cowboy Bebop (1998)
- Crane Bahnsteik (The White Prince), Cyber Team in Akihabara (1998)
- Akashi Shirase, Saber Marionette J to X (1998)
- Kentaro Higashikunimaru, Clamp School Detectives (1998)
- Tōru (Todd Snap), Pokémon (anime) (1997)
- Donbe, Dr. Slump second series (1997)
- Shesta, The Vision of Escaflowne (1996)
- Takuya Enoki, Akachan to Boku (Baby and Me) (1996)
- Rai Utsumi, Brave Command Dagwon (1996)
- Takurou, Wedding Peach (1995)
- little Zenki, Zenki (1995)
- Shinichi Kudo i Kaito Kid, Detectiu Conan (1996)
- Tsutomu Yamaguchi, Gokinjo Monogatari (1995) i Paradise Kiss (2005)
- Gulliver, Gulliver Boy (1995)
- Kimiira, B'T X (1995)
- Ken Kurenai, Red Baron (1995)
- Sai Saici, G Gundam (1994)
- Prince Nikomo, Mahoujin Guru Guru (1994)
- Yuuya Noda, Miracle Girls (1993)
- Jin, YuYu Hakusho (1992)
- Hideo Hanada, Mama wa Shōgaku 4 Nensei (1992)
- Bart, Floral Magician Mary Bell (1992)
- Pikkarin, Holly the Ghost (1991)
- Yattaro, Kyatto Ninden Teyandee (the original) (1990)
- Ono-kun, Chibi Maruko-chan first series (1990)
- Ranma Saotome (noi), Ranma ½ (1989)
- Shester, Captain Tsubasa (1983)

### OVAs
- Bis, Freedom Project (2006)
- Shou Hamura, Angel's Feather (2006)
- BB Runner, Netrun-mon (2004)
- RETRO, Dead Leaves (2004)
- Ogawa, Viper GTS (2002)
- Taku Yamada, Futari Ecchi (2002)
- Shinichi Kudo, Detective Conan OVAs (2000 - 2006)
- Bukida (Fumio Kida), Gakkou ga Kowai! Inuki Kanako Zekkyou Collection (1999)
- Senmatsu the Monkey, Sakura Wars Goka-Kenran (1999)
- Light, Twinbee Paradise (1999)
- Takuma Kusanagi, Jungle de Ikou! (1997)
- Takurou, Wedding Peach DX (1997)
- Kenta, Can Can Bunny (1997)

### Pel·lícules
- Kiki, l'aprenent de bruixa, Tombo (1989)
- Ranma ½: Shinkonron Daikessen! Okite Yaburi no Gekitō Hen!, Ranma Saotome (1991)
- Ranma ½: Kessen Tōgenkyō! Hanayome o Torimodose!, Ranma Saotome (1992)
- Ranma ½: Chō Musabetsu Kessen! Ranma Team vs Densetsu no Hōō, Ranma Saotome (1994)
- Detectiu Conan: El gratacel explosiu, Shinichi Kudo (1997)
- Detectiu Conan: La catorzena víctima, Shinichi Kudo (1998)
- Detectiu Conan: L'últim mag del segle, Shinichi Kudo i Kaito Kid (1999)
- One Piece: La pel·lícula, Usopp (2000)
- Detectiu Conan: Atrapat als seus ulls, Shinichi Kudo (2000)
- Doraemon: Nobita to tsubasa no yūsha-tachi, Tobio (2001)
- One Piece: Aventura a l'Illa Engranatge, Usopp (2001)
- Detectiu Conan: Compte enrere cap al cel, Shinichi Kudo (2001)
- One Piece: El Regne d'en Chopper a l'illa dels animals estranys, Usopp (2002)
- Detectiu Conan: El fantasma de Baker Street, Shinichi Kudo (2002)
- One Piece: Aventura a Dead End, Usopp (2003)
- Detectiu Conan: Cruïlla a l'antiga capital, Shinichi Kudo (2003)
- One Piece: La maledicció de l'espasa sagrada, Usopp (2004)
- Detectiu Conan: El mag del cel platejat, Shinichi Kudo i Kaito Kid (2004)
- One Piece: El Baró Omatsuri i l'Illa dels Secrets, Usopp (2005)
- Detectiu Conan: Estratègia sobre les profunditats, Shinichi Kudo (2005)
- One Piece: El Gran Soldat Mecànic de l'Illa de Karakuri, Usopp (2006)
- Detectiu Conan: El rèquiem dels detectius, Shinichi Kudo i Kaito Kid (2006)
- One Piece: La Saga d'Alabasta: Els pirates i la princesa del desert, Usopp (2007)
- Detectiu Conan: La bandera pirata al fons de l'oceà, Shinichi Kudo (2007)
- One Piece: La Saga d'en Chopper: El miracle dels cirerers florits a l'hivern, Usopp (2008)
- Detectiu Conan: La partitura de la por, Shinichi Kudo (2008)
- One Piece Film: Strong World, Usopp (2009)
- Detectiu Conan: El perseguidor negre, Shinichi Kudo (2009)
- Detectiu Conan: La nau perduda al cel, Shinichi Kudo i Kaito Kid (2010)
- One Piece 3D: A la recerca dels Barret de Palla, Usopp (2011)
- Detectiu Conan: Quinze minuts de silenci, Shinichi Kudo (2011)
- One Piece Film: Z, Usopp (2012)
- Detectiu Conan: L'onzè davanter, Shinichi Kudo (2012)
- Detectiu Conan: El detectiu al mar distant, Shinichi Kudo (2013)
- Lupin III vs Detectiu Conan: La Pel·lícula, Shinichi Kudo i Kaito Kid (2013)
- Detectiu Conan: El franctirador dimensional, Shinichi Kudo (2014)
- El nen i la bèstia, Jiromaru adult (2015)
- Detectiu Conan: Els gira-sols del foc infernal, Shinichi Kudo i Kaito Kid (2015)
- Detectiu Conan: El malson més negre, Shinichi Kudo (2016)
- One Piece Gold, Usopp (2016)
- Detectiu Conan: La carta d'amor escarlata, Shinichi Kudo (2017)